# Christian Ewert
Christian Ewert (* 11. April 1935 in Stuttgart; † 24. August 2006 in Madrid) war ein deutscher Bauforscher und Kunsthistoriker, sein Spezialgebiet war die islamische Architektur in Spanien und Nordafrika.
Ewert arbeitete lange Jahre als Bauforscher in der Abteilung Madrid des Deutschen Archäologischen Instituts. Er war einer der profiliertesten Kenner der westislamischen Architektur in Spanien und Nordafrika. Nebenher lehrte er an der Universität Bonn als Professor im Seminar für orientalische Kunstgeschichte. Zweijährlich hielt er dort Blockseminare ab.
Ewert war Mitglied des Deutschen Archäologischen Instituts und der Ernst-Herzfeld-Gesellschaft.

## Werke
- Islamische Funde in Balaguer und die Aljafería in Zaragoza, de Gruyter, Berlin 1971 (Madrider Forschungen, Bd. 7) ISBN 3-11-003613-4
- Hispania antiqua. Denkmäler des Islam. Von den Anfängen bis zum 12. Jahrhundert, von Zabern, Mainz 1997 ISBN 3-8053-1855-3
- Die Malereien in der Moschee der Aljafería in Zaragoza (mit Gudrun Ewert), von Zabern, Mainz 1998 ISBN 3-8053-2523-1
- Das Aleppo-Zimmer. Strukturen und Dekorelemente der Malereien im Aleppozimmer des Museums für Islamische Kunst in Berlin. In: Forschungen zur Islamischen Kunstgeschichte. Neue Folge, Nr. 1, 2006, ISBN 3-88609-564-9.